# Veľké Dravce
Veľké Dravce és un poble i municipi d'Eslovàquia. Es troba a la regió de Banská Bystrica.

## Història
La primera menció escrita de la vila es remunta al 1350.

## Demografia
| Godina             | 1994 | 2004   | 2014   | 2024   |
| ------------------ | ---- | ------ | ------ | ------ |
| Nombre de persones | 631  | 642    | 698    | 679    |
| Diferència         |      | +1,74% | +8,72% | −2,72% |

| Godina             | 2023 | 2024   |
| ------------------ | ---- | ------ |
| Nombre de persones | 686  | 679    |
| Diferència         |      | −1,02% |